# José Yulo

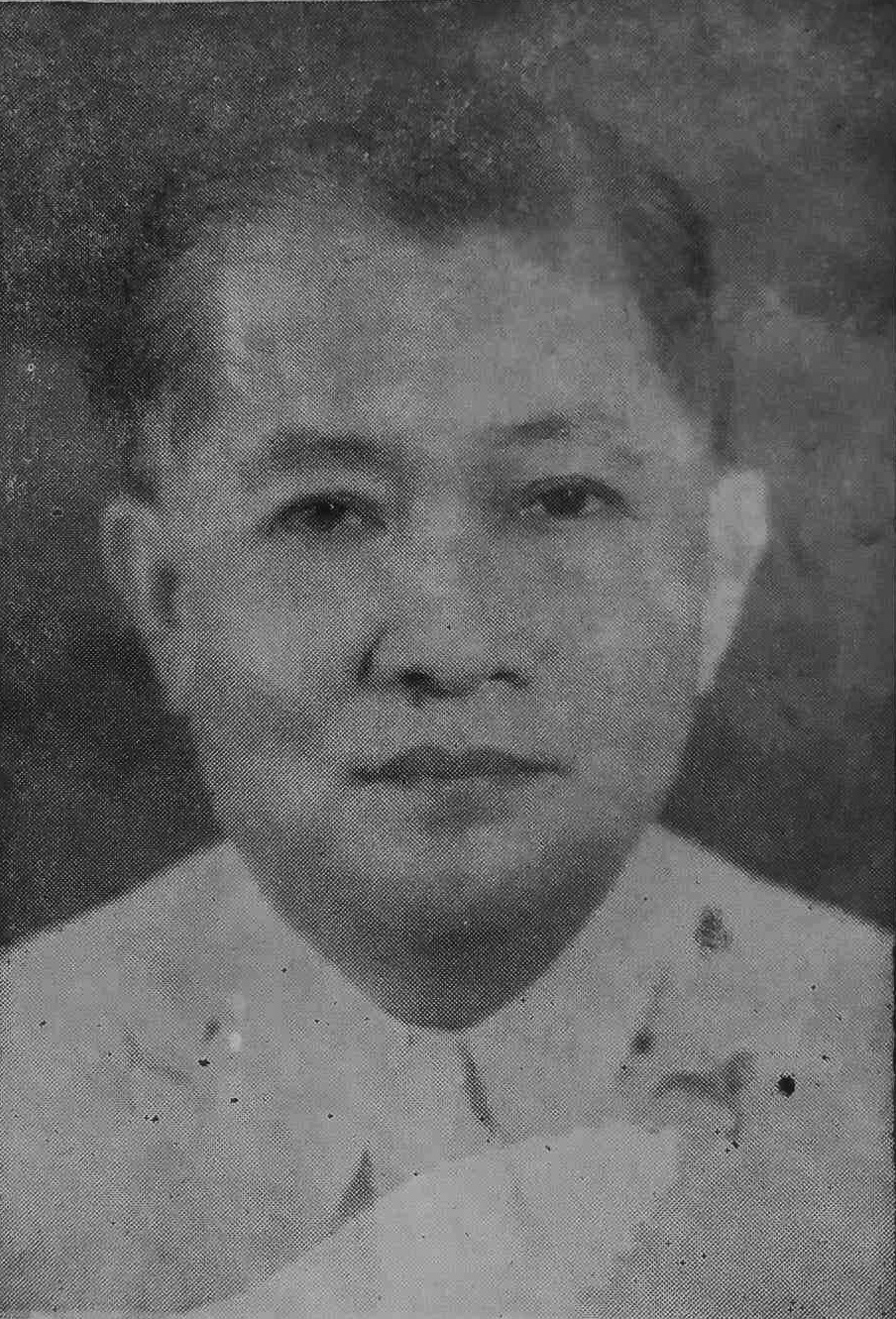
José Yulo

José Yulo Sr. (Bago, 24 september 1894 - 27 oktober 1976) was een Filipijns advocaat, rechter en politicus.

## Biografie
Na het afronden van de Manila High School in 1911, studeerde Yulo rechten aan de University of the Philippines. Bij zijn afstuderen in 1914 was hij met 19 jaar de jongste van zijn jaar. Omdat Yulo nog minderjarig was, had hij speciale toestemming nodig van het Filipijns hooggerechtshof om dat jaar deel te nemen aan het toelatingsexamen voor de Filipijnse balie (bar exam). Ondanks zijn jonge leeftijd behaalde hij de op twee na beste score van de 192 deelnemers. Pas na zijn 21e verjaardag in september 1915 mocht hij echter daadwerkelijk als advocaat gaan werken. Na enkele jaren gewerkt te hebben als advocaat begon hij in 1923 samen met twee partners het advocatenkantoor Paredes, Buencamino & Yulo. Ze waren met name actief in het civiel- en bedrijfsrecht. In 1928 ging hij alleen verder met de praktijk toen zijn beide partners de politiek in gingen.
Van 1934 tot 1938 diende Yulo in vier verschillende regeringen als minister van justitie. Aansluitend was hij van 1938 tot 1941 lid van de Philippine National Assembly, het toenmalig Filipijns parlement. Van 1939 tot 1941 was bovendien Speaker van de National Assembly. In 1941 werd Yulo gekozen als senator, maar door het uitbreken van de Tweede Wereldoorlog zou hij deze positie nooit bekleden. Wel was hij tijdens de Japanse bezetting van de Filipijnen van februari 1942 tot februari 1944 opperrechter van het Filipijns hooggerechtshof. De eerste periode na de oorlog bekleedde hij geen politieke of rechterlijke functies. In 1948 name hij de 7350 hectare grote suikerplantage Canlubang Sugar Estate over van Vicente Madrigal. De jaren erna ontwikkelde hij deze estate tot een modern bedrijf. Bij de verkiezingen van 1957 deed hij namens de Liberal Party mee aan de presidentsverkiezingen. Hij verloor de verkiezingen echter van zittend president Carlos Garcia. Van 1966 tot 1967 diende Yulo opnieuw als minister van justitie, ditmaal in het kabinet van president Ferdinand Marcos.